# The Better Life
The Better Life – pierwszy studyjny album amerykańskiego zespołu 3 Doors Down, wydany 8 lutego 2000.
Album rozszedł się w ponad 6 milionach egzemplarzy.

## Lista utworów
Opracowano na podstawie materiału źródłowego
1. "Kryptonite" - 3:53
2. "Loser" - 4:24
3. "Duck and Run" - 3:50
4. "Not Enough" - 3:14
5. "Be Like That" - 4:25
6. "Life of My Own" - 3:58
7. "Better Life" - 3:07
8. "Down Poison" - 4:21
9. "By My Side" - 3:16
10. "Smack" - 2:29
11. "So I Need You" - 3:50

### Dodatkowa płyta wydania specjalnego
1. "Duck and Run" (Live in Houston) - 4:42
2. "The Road I'm On" - 3:48
3. "Kryptonite" (Live in Houston) - 4:23
4. "Father's Son" - 4:32
5. "Better Life" (Live in Houston) - 3:23
6. "Away from the Sun" - 4:15
7. "If I Could Be Like That" (Live in Houston) - 4:38
8. "Runnin' out of Days" - 3:37
9. "Sarah Yellin'" - 3:29
10. "It's Not Me" - 3:27
11. "When I'm Gone" - 4:52
12. "Here Without You" - 5:06
13. "Loser" (Live in Houston) - 5:44

## Single
- Kryptonite
- Loser
- Duck and Run
- Be Like That